# Jean-François Exiga
Pour les articles homonymes, voir Exiga.
Jean-François Exiga est un joueur français de volley-ball né le 9 mars 1982 à Ajaccio (Corse-du-Sud). Il mesure 1,73 m et joue libero. Il totalise 130 sélections en équipe de France.

## Clubs
| Club             | De        | À         |
| ---------------- | --------- | --------- |
| GFCO Ajaccio     | 2003-2004 | 2005-2006 |
| AS Cannes        | 2006-2007 | 2008-2009 |
| Gabeca Pallavolo | 2009-2010 | 2010-2011 |
| AS Volley Lube   | 2011-2012 | 2011-2012 |
| Tours VB         | 2012-2013 | 2014-2015 |
| GFCO Ajaccio     | 2015-2016 | 2018-2019 |

## Palmarès

### Sélection
- Ligue mondiale :
  - Finaliste : 2006
- Championnat d'Europe
  - Finaliste : 2009

### Club
- Championnat de France (3)
  - Vainqueur : 2013, 2014, 2015
- Championnat d'Italie (1)
  - Vainqueur : 2012
- Coupe de France (6) :
  - Vainqueur : 2007, 2013, 2014, 2015, 2016, 2017
- Coupe d'Italie
  - Finaliste : 2012
- Supercoupe de France (3)
  - Vainqueur : 2012, 2014, 2016

### Distinctions individuelles
- Meilleur libero du championnat de France en 2008, 2009, 2013, 2014
- Meilleur libero du championnat d'Italie en 2012